# Ivan Bican
Ivan Bican (* 2. října 1948) je bývalý český fotbalista, útočník. S Josefem Bicanem není příbuzný. Je to kamarád Miloslava Paula. Spolu se starají o internacionály Viktorie Plzeň.

## Fotbalová kariéra
Odchovanec pražské Aritmy přišel do Plzně v roce 1970 a působil zde osm let. V lize odehrál za Škodu Plzeň a RH Cheb 177 utkání a vstřelil 44 gólů. V evropských pohárech byl prvním střelcem Plzně, když dal při odvetě s Bayernem gól Seppu Maierovi.

## Ligová bilance
| Ročník                                   | Zápasy | Góly | Minuty | Klub        |
| ---------------------------------------- | ------ | ---- | ------ | ----------- |
| 1. československá fotbalová liga 1970/71 | 29     | 9    | -      | Škoda Plzeň |
| 2. československá fotbalová liga 1971/72 | -      | -    | -      | Škoda Plzeň |
| 1. československá fotbalová liga 1972/73 | 30     | 7    | -      | Škoda Plzeň |
| 1. československá fotbalová liga 1973/74 | 27     | 13   | -      | Škoda Plzeň |
| 1. československá fotbalová liga 1974/75 | 28     | 6    | -      | Škoda Plzeň |
| 1. československá fotbalová liga 1975/76 | 24     | 5    | -      | Škoda Plzeň |
| 1. československá fotbalová liga 1976/77 | 27     | 3    | -      | Škoda Plzeň |
| 1. československá fotbalová liga 1977/78 | 6      | 1    | 312    | Škoda Plzeň |
| Česká národní fotbalová liga 1978/79     | -      | -    | -      | RH Cheb     |
| 1. československá fotbalová liga 1979/80 | 6      | 0    | 346    | RH Cheb     |
| CELKEM 1. liga                           | 177    | 44   | 14 345 |             |